# Dorothea Neuweiler
Dorothea Neuweiler (...) è una sciatrice alpina e fondista tedesca paralimpica, vincitrice in quest'ultima disciplina di due medaglie d'oro e tre d'argento alle Paralimpiadi invernali del 1976, del 1980 e del 1984.

## Carriera
Alle prime Paralimpiadi invernali, che si sono svolte ad Ornskoldsvik nel 1976, Neuweiler è stata la vincitrice di due medaglia d'oro: nella gara di 5 km III distanza corta (al 2º posto la finlandese Aino Turpeinen e al 3º posto la svedese Ellen Sjodin) e in quella dei 10 km III distanza media (stesso podio della gare dei 5 km).
Le tre medaglie d'argento sono state vinte da Neuweiler: a Geilo 1980 nei 10 km 3A distanza media (Neuweiler si è piazzata seconda, tra le finlandesi Alli Hatva, medaglia d'oro e Railli Rantala, medaglia di bronzo) e a Innsbruck 1984: 5 km distanza corta LW6/8 (sul podio Alli Hatva, Dorothea Neuweiler e Barbara Chmielecka) e 10 km distanza media LW6/8 (stesso podio dei 5 km).

## Palmarès

### Paralipiadi
- 5 medaglie:
  - 2 ori (5km distanza corta III, 10 km distanza media III a Örnsköldsvik 1976)
  - 3 argenti (10 km distanza media categoria 3A a Geilo 1980; 5km distanza corta LW6/8 e 10 km distanza media LW6/8 a Innsbruck 1984)